# Lights Out (Sugarcult)
Lights Out è il sesto album in studio degli Sugarcult, pubblicato il 12 settembre 2006.

## Tracce
1. Lights Out – 0:37
2. Dead Living – 3:38
3. Los Angeles – 3:57
4. Do It Alone – 3:07
5. Explode – 1:52
6. Out of Phase – 3:26
7. Made a Mistake – 4:14
8. Riot – 3:28
9. Majoring in Minors – 2:55
10. Shaking – 3:52
11. The Investigation – 3:49
12. Hiatus – 4:03
13. Freezing (bonus track) – 1:51
14. A Hard Day's Night (bonus track) – 2:24